# Військово-повітряна інженерна академія імені М. Є. Жуковського
Військово-повітряна інженерна академія імені професора М. Є. Жуковського — колишній вищий військовий навчальний заклад, який здійснював підготовку і перепідготовку інженерів для військово-повітряних сил РРФСР, СРСР і Російської Федерації в 1920—2009 роках.
Була утворена 23 листопада 1920 року і була найстарішим у світі навчальним закладом у галузі повітроплавання. Більшість радянських і російських льотчиків-космонавтів — випускники цього вишу.

## Структура
Структурно виш включав у себе центральну базу в Москві, навчальні центри в Моніно, Ногінську і Каширі.
Набір студентів здійснявся на сім факультетів:
- № 1 — літальних апаратів;
- № 2 — авіаційного озброєння;
- № 3 — авіаційного обладнання;
- № 4 — авіаційного радіоелектронного обладнання;
- № 5 — підготовки іноземних фахівців;
- № 7 — базової підготовки.

Академія здійснювала підготовку фахівців з вищою професійною освітою — інженерів, інженерів-дослідників за такими спеціальностями:
- «технічна експлуатація літальних апаратів і двигунів»;
- «робототехнічні системи авіаційного озброєння»;
- «електроніка та автоматика фізичних установок»;
- «технічна експлуатація авіаційних електросистем і пілотажно-навігаційних комплексів»;
- «програмне забезпечення обчислювальної техніки та автоматизованих систем»;
- «метрологія та метрологічне забезпечення»;
- «технічна експлуатація транспортного радіообладнання»;
- «засоби радіоелектронної боротьби»;
- «дослідження природних ресурсів аерокосмічними засобами».

## Історія
5 вересня 1919 року за ініціативи професора М. Є. Жуковського було створено Московський авіаційний технікум, від якого веде свою історію військово-навчальний заклад. Спочатку заняття технікуму проходили в будівлі на Вознесенській вулиці, а в травні 1920 року авіатехнікуму було надано будівлю колишнього ремісничого училища в Малому Козловському провулку, в центрі Москви, але далеко від аеродрому.
26 вересня 1920 року Революційна військова рада РРФСР видала наказ № 1946, у якому постановила реорганізувати Московський авіатехнікум в Інститут інженерів Червоного повітряного флоту імені М. Є. Жуковського. Положення про інститут було затверджено радоб 23 листопада 1920 року. Ректором Інституту був затверджений сам Жуковський.
Постановою Ради праці та оборони РРФСР на початку 1921 року було затверджено широку програму розвитку радянської авіації та авіаційної промисловості із завданням створити повний цикл вітчизняного літакобудування та авіаційного моторобудування. На початку її реалізації одразу ж виявилася нестача інженерних кадрів практично у всіх ланках авіапромисловості. Після обговорення цих питань було вирішено покласти завдання підготовки таких кадрів на інститут, який військова рада своїм наказом від 10 червня 1922 року передала у відання Народного комісаріату у військових справах РРФСР, а вже 9 вересня 1922 року видано наказ № 2125 про введення нового штату інституту з присвоєнням йому найменування Академії повітряного флоту імені М. Є. Жуковського. Спочатку Академія готувала авіаінженерів широкого профілю з терміном навчання 4 роки, навчальний курс містив 69 дисциплін.
Влітку 1923 року академія переїхала в Петровський палац поблизу Ходинського аеродрому, що істотно позначилося на поліпшенні навчального процесу. Того ж 1923 року при академії було створено військово-наукове товариство.
17 квітня 1925 року академію перейменовано на Військово-повітряну академію РСЧА імені професора М. Є. Жуковського. У перші роки існування в академії не було факультетів, але наприкінці 1923 року було утворено два факультети: інженерний і служби повітряного флоту. 29 січня 1927 року відбувся перший випуск слухачів командного факультету.
У 1930-ті роки на додаток до двох факультетів, що існували, додалися ще чотири: авіаційного озброєння (1934), оперативний (1935; пропрацював 2 роки і знову відкрився 1939 року), заочного навчання (1937) і штурманський (1938).
До 1940 року академія залишалася єдиним вищим військово-навчальним закладом країни, який готував командирів для ВПС, інженерів широкого профілю, здатних працювати у військах, промисловості та науково-дослідних установах. Її випускники командували авіачастинами і з'єднаннями, керували інженерно-авіаційною службою, очолювали конструкторські бюро, авіазаводи, науково-дослідні установи.
У березні 1940 року на базі командного, штурманського, оперативного факультетів і курсів удосконалення начальницького складу створено Військову академію командного і штурманського складу ВПС Червоної армії (пізніше Військово-повітряна академія імені Ю. О. Гагаріна). Після цього академія імені М. Є. Жуковського готувала тільки інженерно-технічний склад для ВПС.
З початком німецько-радянської війни академія стала комплектуватися студентами старших курсів вишів і втузів країни, що дало змогу скоротити терміни навчання. Для перепідготовки льотного, штурманського і технічного складу на нову бойову техніку при академії було створено навчальний центр, який у перші місяці війни перепідготував понад 5 тисяч осіб. З липня 1941 по червень 1943 року академія перебувала в евакуації у Свердловську.
6 серпня 1946 року академію перейменовано на Військово-повітряну інженерну академію імені професора М. Є. Жуковського.
29 серпня 1998 року під час чергової реорганізації військової освіти академію було перейменовано на Військовий авіаційний технічний університет (ВАТУ), Петровський палац, який протягом 75 років був головним корпусом і одним із символів академії, передали у відання мерії Москви, а штаб академії переїхав у будинок № 3 на Планетній вулиці.
11 листопада 2002 року вишу знову було повернуто назву Військово-повітряна інженерна академія імені професора М. Є. Жуковського. У 2008 році академія була об'єднана з Військово-повітряною академією імені Ю. О. Гагаріна, утворивши спільну Військово-повітряну академію імені Жуковського—Гагаріна. Повна назва нової академії — Військовий навчально-науковий центр Військово-повітряних сил Росії «Військово-повітряна академія імені професора Н. Є. Жуковського та Ю. О. Гагаріна».

## Керівники
- 1920—1921 — Жуковський Микола Єгорович;
- 1922—1923 — Вегенер Олександр Миколайович;
- 1924—1925 — Соллогуб Микола Володимирович;
- 1925—1927 — Лазаревич Володимир Саламанович;
- 1927—1933 — Хорьков Сергій Гаврилович;
- 1934—1936 — Тодорський Олександр Іванович;
- 1936—1940 — Померанцев Зіновій Максимович;
- 1940—1941 — Соколов-Соколенок Микола Олександрович;
- 1941—1942 — Хадєєв Степан Петрович;
- 1942—1947 — Соколов-Соколенок Микола Олександрович;
- 1947—1969 — Волков Володимир Іванович;
- 1969—1973 — Федяєв Микола Максимович;
- 1973—1986 — Філіппов Василь Васильович;
- 1986—1992 — Кремльов Віталій Якович;
- 1992—2002 — Ковальонок Володимир Васильович;
- 2002—2009 — Максимов Анатолій Миколайович.

## Відомі випускники
За роки існування закладу 865 випускників були удостоєні звання Героя Радянського Союзу, 61 особа — двічі, 89 осіб стали лауреатами Ленінської та Державної премій.
Серед відомих випускників академії — льотчики-космонавти СРСР першого загону космонавтів Юрій Гагарін, Герман Титов, Валентина Терешкова, Володимир Комаров, Олексій Леонов та інші.

## Нагороди
- Орден Леніна (21 лютого 1933);
- Орден Червоного Прапора (18 серпня 1945);
- Орден Жовтневої Революції (1970);
- Орден Народної Республіки Болгарія I ступеня (НРБ, 1970);
- Бойовий орден «За заслуги перед народом і Вітчизною» в золоті (НДР, 1973);
- Орден «Дружби» (СРВ, 1977);
- Командорський хрест із зіркою ордена «Заслуг перед Польською Народною Республікою» (ПНР, 1978);
- Орден Червоної Зірки (УНР, 1985).